# ОШ „22. децембар” Доња Трепча
ОШ „22. децембар” Доња Трепча, насељеном месту на територији града Чачка, основана је 1869. године. Школа носи име по датуму када је Доња Трепча ослобођена у Другом светском рату.
До оснивања школе 1897. године, деца иза Доње Трепче похађали су наставу у Мојсињу. Новооснована школа је била у приватној згради, да би 1912. године била подигнута школска зграда. После другог светског рата школа је почела да ради 1945. године, да би данашње име добила 1969. године.
Данас школа има два издвојена одељења, у Горњој Трепчи и Станчићима. То су четвороразредне школе у којима се настави изводи комбиновано са два одељења.